# Parochie Licht van Christus
De Parochie Licht van Christus is een rooms-katholieke parochie in de Nederlandse gemeente Utrecht. Op 1 januari 2004 is deze ontstaan door samenvoeging van de rooms-katholieke parochies Onze Lieve Vrouw ten Hemelopneming te De Meern en Sint-Willibrordus te Vleuten. Tot de Vleutense parochie behoorde ook Haarzuilens. Verder behoorde het merendeel van het grondgebied van de huidige wijk Leidsche Rijn in de stad Utrecht, destijds agrarisch gebied, tot een van de beide zojuist genoemde  parochies.
De huidige parochie Licht van Christus omvat het gebied van de woonplaatsen De Meern, Vleuten en Haarzuilens en de wijk Leidsche Rijn in Utrecht. Deze parochie beschikt over twee kerkgebouwen, te weten de kerk in De Meern gewijd aan Onze Lieve Vrouw ten Hemelopneming, kortweg aangeduid met Mariakerk, en de kerk in Vleuten gewijd aan Sint-Willibrordus, kortweg aangeduid met Willibrordkerk. Het eucharistisch centrum van de parochie is gevestigd in De Meern en het pastoraal centrum in Vleuten.

## De naam van de parochie
De naam Licht van Christus verwijst naar het gebruik om bij het binnendragen van de paaskaars op paasochtend de uitroep "Licht van Christus" te doen horen. Daarmee worden de parochianen opgeroepen dragers van het licht van Christus te zijn.

## Korte geschiedenis

### Middeleeuwen
Vleuten lag aan de rivier de Rijn en beschikte al vroeg over een parochiekerk. De huidige protestantse Oude Sint-Willibrordkerk staat op de plaats van de middeleeuwse parochiekerk. De onderbouw van de huidige toren en de aangrenzende zijkapellen zijn middeleeuws.
Bestuurlijk behoorden Vleuten en het noordelijk deel van De Meern tot het Utrechtse Kapittel van Oudmunster. Tegen het einde van de middeleeuwen werd, vermoedelijk door een bewoner van kasteel Nijeveld, een vicarie met een kapel gesticht. De kapel stond bij de Meernbrug, daar waar nu de protestantse Marekerk zich bevindt. Hoewel de pastoor van Vleuten geen gezag had over de kapelaan in De Meern, behoorden de inwoners van De Meern, in ieder geval het deel dat ten noorden van de Oude Rijn woonde, tot de Vleutense parochie. Het gebied van Vleuten en het huidige De Meern Noord vormde namelijk gedurende ongeveer negen eeuwen één geheel. Zoals gezegd was het in de middeleeuwen eigendom van het Utrechtse Kapittel van Oudmunster, later werd dit het Gerecht van Vleuten en De Meern en nog later, namelijk tussen 1811 en 1954, de gemeente Vleuten. In de kapel zijn tot 1580 missen gehouden. De missen op zondag zullen menigmaal zijn opgedragen door de pastoor van Vleuten. In de periode 1580-1626 werd de kapel alleen gebruikt als school. Er zijn sterke aanwijzingen, dat de vicaris, die de goederen van de vicarie beheerde en deze functie combineerde met die van kapelaan, tevens de onderwijzer was van de school. Zie ook De kapel bij de Meernbrug.

### De periode 1580 tot 1853
In 1580 wordt door de Staten van Utrecht een verbod uitgevaardigd op het houden van rooms-katholieke erediensten in het openbaar. Dit betekent het einde van de rooms-katholieke vieringen in de (oude) Sint-Willibrordkerk en de kapel bij de Meernbrug. Geheel Nederland wordt door dergelijke verboden getroffen. Daarom zoeken de rooms-katholieken nu hun toevlucht in schuilkerken. In 1656 wordt voor het eerst melding gemaakt van een statie in Vleuten. In 1714 wordt buiten de bebouwde kom een schuilkerk gebouwd, namelijk aan 't Hoog bij de Hamtoren. Deze schuilkerk is, evenals de onteigende kerk in het dorp Vleuten, gewijd aan Sint-Willibrord. De Meernse rooms-katholieken bouwen geen schuilkerk, maar wonen de missen bij in hetzij de Vleutense schuilkerk, hetzij een van de schuilkerken in de stad Utrecht.
De rooms-katholieke organisatie met bisschoppen, pastoors en parochies is ontbonden op last van van de overheid, maar 'ondergronds' zijn er de staties. Dit zijn standplaatsen van priesters, die de rooms-katholieke gelovigen bedienen. De overheden laten dit toe, aanvankelijk oogluikend, tegen het eind van de 18e eeuw met meer vrijheid. In 1797 wordt bij de Stadsdam een buitenplaats gekocht en verbouwd tot kerk van de Statie Oudenrijn aan de Stadsdam. Deze kerk ligt ongeveer 2 km van De Meern en wordt nu ook bezocht door de  Meernse rooms-katholieken. De pastoor van Vleuten ziet dit met enigszins lede ogen aan, omdat Oudenrijn buiten zijn parochie valt. Hij is van mening dat de Meernse katholieken moeten proberen de kapel bij de Meernbrug te mogen gebruiken op tijden waarop de hervormden deze niet nodig hebben. Dit blijkt een vergeefse oproep. De katholieken van De Meern voelen zich nu verbonden met die van Oudenrijn.

### Na 1853
Na het herstel van de bisschoppelijke hiërarchie in Nederland in 1853 werden de staties weer parochies. Dit vond plaats in 1855, ook in Vleuten en Oudenrijn. De Vleutense parochie bleef voorlopig nog aangewezen op de kerk aan 't Hoog bij de Hamtoren. De katholieken van Oudenrijn en De Meern gingen echter al spoedig over tot de bouw van een neogotische kerk op het terrein naast hun in 1797 in gebruik genomen onderkomen. In 1860 werd deze kerk gewijd aan Onze Lieve Vrouw Hemelvaart in gebruik genomen.
De bevolking van zowel Vleuten als De Meern was in grote meerderheid (60% tot 70%) rooms-katholiek en groeide snel. De kerk aan 't Hoog werd te klein. In 1885 werd de huidige  Sint-Willibrorduskerk te Vleuten ingewijd. Ook voor de katholieken van De Meern en Oudenrijn werd hun kerk bij de Stadsdam te klein. Zij verhuisden in 1940 naar de kerk in het centrum van De Meern.
De huidige, uit een fusie ontstane parochie heeft, zoals vele kerken in Nederland, te maken met terugloop van het aantal leden en kerkgangers. In de beide kerkgebouwen is dit echter minder zichtbaar dankzij de snelle bevolkingsgroei. In het jaar 2000 telden De Meern, Vleuten en Haarzuilens samen ongeveer 20.000 inwoners. In 2020 is dit aantal, inclusief de wijk Leidsche Rijn, gestegen tot ruim 90.000.

## Beeldengalerij

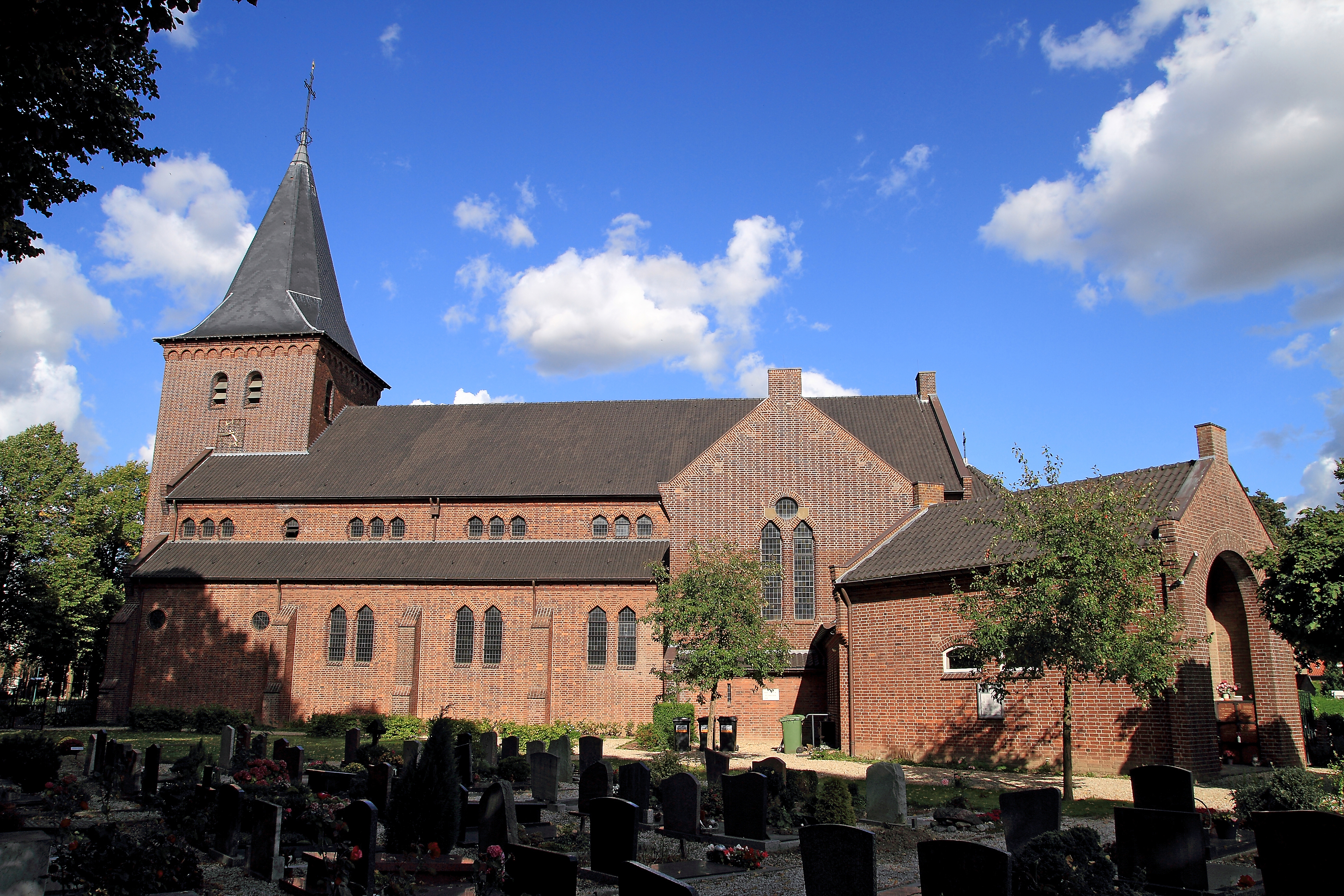
De Mariakerk in De Meern gezien vanuit het zuiden.
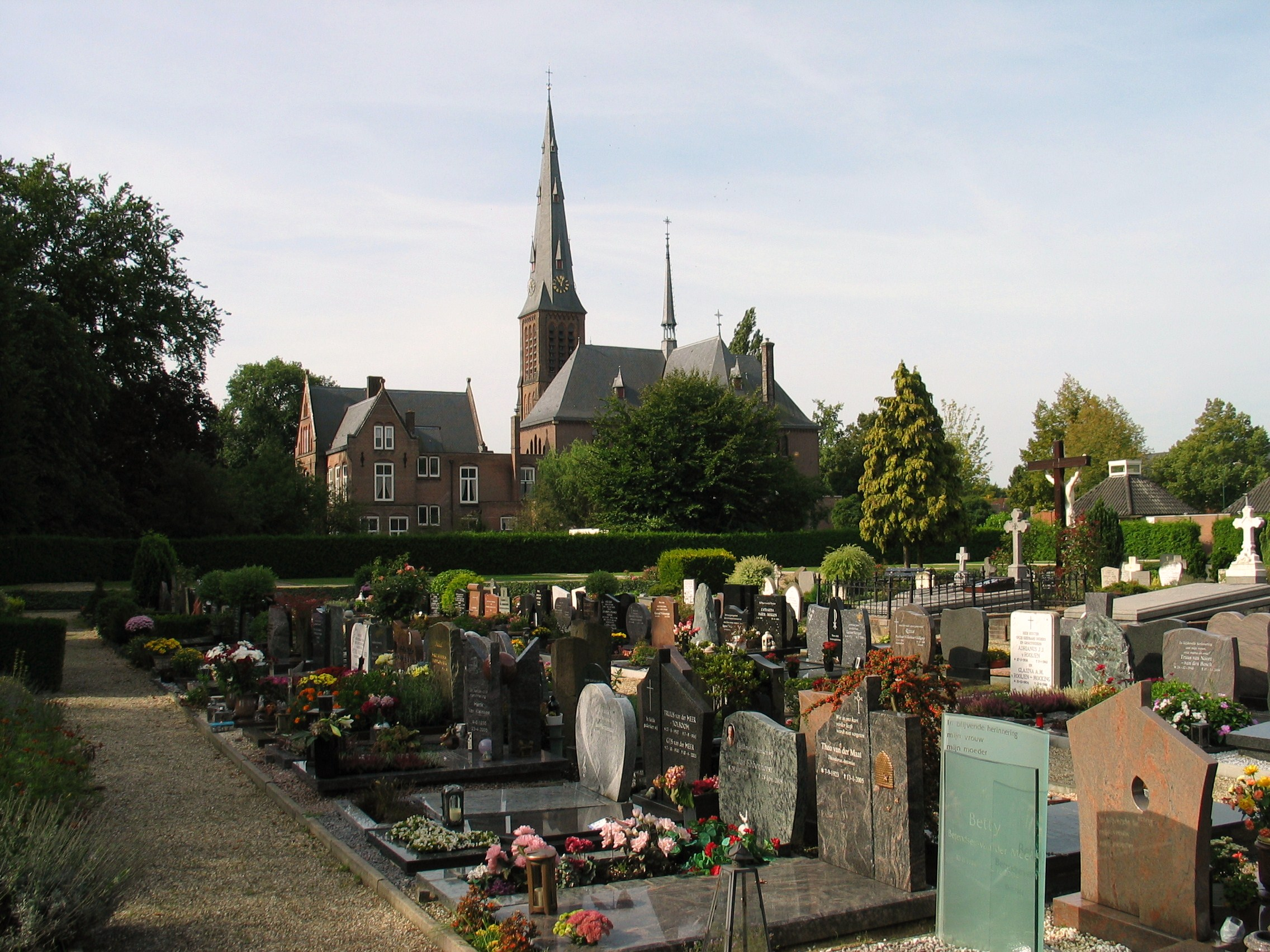
De Willibrordkerk in Vleuten gezien vanuit het noorden.